# Андреа Феро
Андреа Феро (на италиански: Andrea Ferro) е италиански музикант, вокалист на готик метъл групата Лакуна Койл заедно с Кристина Скабия. Феро е роден в Арона, Италия. Той започва да свири и да пее от много малък и е един от създателите на „Итъриъл“ по-късно „Слийп ъф райт“, и по-късно „Лакуна Койл“.